# آي شير
شركة آي شير iShares عبارة عن مجموعة من الصناديق المتداولة في البورصة (ETFs) التي تديرها BlackRock، والتي استحوذت على العلامة التجارية والأعمال من باركليز في عام 2009. عُرفت صناديق iShares ETF الأولى بأسهم الأسهم المعيارية العالمية (WEBS) ولكن تم تغيير علامتها التجارية منذ ذلك الحين.
تتبع معظم صناديق آي شير مؤشر السندات أو سوق الأوراق المالية، على الرغم من إدارة بعضها بنشاط. تتضمن البورصات المدرجة صناديق آي شير بورصة لندن الأمريكية، وبورصة نيويورك، وبورصة أسواق باتس العالمية هونج كونج، وبورصة المكسيك، وبورصة تورنتو، وبورصة الأوراق المالية الأسترالية، وبرازيل بولسا بالكاو وعددًا من الشركات الأوروبية والأوروبية. البورصات الآسيوية. شركة آي شير هي أكبر مُصدر لصناديق الاستثمار المتداولة في الولايات المتحدة والعالم. 

## تاريخها
في عام 1993، أطلقت شركة شركة ستيت ستريت، بالتعاون مع البورصة الأمريكية [الإنجليزية]، إيصالات إيداع Standard &amp; Poor's (يُعرف الآن باسم «S&P 500»)، والذي تم تداوله في الوقت الفعلي وتتبع مؤشر إس اند بي 500. كانت هذه أول مؤسسة صندوق المؤشرات المتداولة تتداول في الولايات المتحدة، ولا تزال تتداول حتى يومنا هذا.
رداً على ذلك، أطلق بنك مورغان ستانلي سلسلة من صناديق الاستثمار المتداولة تسمى الأسهم القياسية في الأسهم العالمية ويبس WEBS (اختصار World Equity Benchmark Shares) والتي تتبعت مؤشرات مؤشر MSCI للأسواق الناشئة لسوق الأسهم الأجنبية. تم تطوير ويبس ، بالتعاون مع باركليز جلوبال إنفيستورز كمدير للصندوق. على عكس صندوق SPDR الذي كان وحدة ائتمانية للاستثمار، كانت الأداة الأساسية لـ ويبس هي الصناديق الاستثمارية المشتركة.
عام 2000 بذل باركليز جهدًا استراتيجيًا كبيرًا وراء تنمية سوق ETF، حيث أطلق أكثر من 40 صندوقًا جديدًا، تحمل علامة iShares، مدعومة بجهود تعليمية وتسويقية مكثفة. قاد هذا الجهد لي كرانفوس، الذي عمل عن قرب مع مؤسسمؤسسة التدريب الأوروبية، نيت موست، في ذلك الوقت رئيس مجلس إدارة WEBs ومستشار باركليز في جهود شركة آي شير. كان معظمهم قد تقاعدوا من البورصة الأمريكية قبل بضع سنوات واستقروا في كاليفورنيا. تم تغيير اسم ويبس قريبًا إلى سلسلة iShares MSCI كجزء من هذا البرنامج.
في 7 نوفمبر 2006، أعلنت شركة آي شير عن شراء وحدة INDEXCHANGE ETF التابعة لبنك HypoVereinsbank مقابل 240 مليون يورو. عزز هذا مكانة الشركة في أوروبا كمزود رائد في ETF.
في 16 مارس 2009، أكد باركليز أنه كان يخطط لبيع شركة آي شير إلى CVC Capital Partners، وهي شركة أسهم خاصة وافقت على دفع أكثر من 4 مليارات دولار. ومع ذلك، بموجب بند "go shop" لمدة 45 يومًا، تم الإعلان عن عرض لاحق من قبل شركة بلاك روك في 11 يونيو 2009 لكامل القسم الرئيسي Barclays Global Investors بما في ذلك آي شير، في صفقة أسهم نقدية مختلطة تبلغ قيمتها حوالي 13.5 مليار دولار أمريكي (37.8 مليون سهم من الأسهم العادية و 6.6 مليار دولار نقدًا). قامت شركة آي شير بزيادة عدد صناديق "iShares Core" الخاصة بها.    شركة آي شير هي من بين مديري الأصول الذين لديهم أكبر قدر من تدفقات الأموال المستدامة في عام 2020 بقيمة 14.5 مليار دولار أمريكي اعتبارًا من 30 سبتمبر 2020.

## الروابط الخارجية
- الموقع الرسمي